# Megaladapis
A Megaladapis az emlősök (Mammalia) osztályának főemlősök (Primates) rendjébe, ezen belül a megaladapifélék (Megaladapidae) családjába tartozó kihalt nem. A megaladapifélék családjába csak egy emlősnem tartozik.

## Előfordulásuk
A Megaladapis-fajok Madagaszkár endemikus állatai közé tartoznak. Körülbelül 2 588 000 éve, azaz a pleisztocén kor elején jelentek meg és Kr. u. 1500 körül haltak ki, vagyis hamarosan az ember megérkezése után e szigetre.

## Megjelenésük
A legnagyobb példányok 1,3-1,5 méter hosszúak voltak. A Megaladapis-fajok nemigen hasonlítottak a ma is élő makifélékre (Lemuridae). Testfelépítésük inkább koalaszerű volt. A talajon nehézkesen, behajlított végtagokkal jártak. A hosszú karjaikat, kézujjaikat, lábfejeiket és lábujjaikat főleg a fára mászásra használták. A meggörbült karjaik és lábaik, valamint a boka és csukló ízületeik nem voltak alkalmasak a földön járásra, de könnyedén felmásztak a fák függőleges törzsein. A főemlősök többségétől eltérően, a szemeik nem előre mutattak, hanem a koponya oldalain ültek. A meghosszabbodott szemfogaik és a szarvasmarhaszerű állcsontjaik megnyúlt pofát kölcsönöztek az állatoknak. A szívós növényzet megrágásához az állcsontjaik izmosak és erősek voltak.

## Rendszerezés
A nembe az alábbi 2 alnem és 3 faj tartozik:
- Peloriadapis
  - Megaladapis edwardsi  (G. Grandidier, 1899a)
- Megaladapis
  - Megaladapis grandidieri Standing, 1903
  - Megaladapis madagascariensis Forsyth Major, 1894 - típusfaj

## Képek

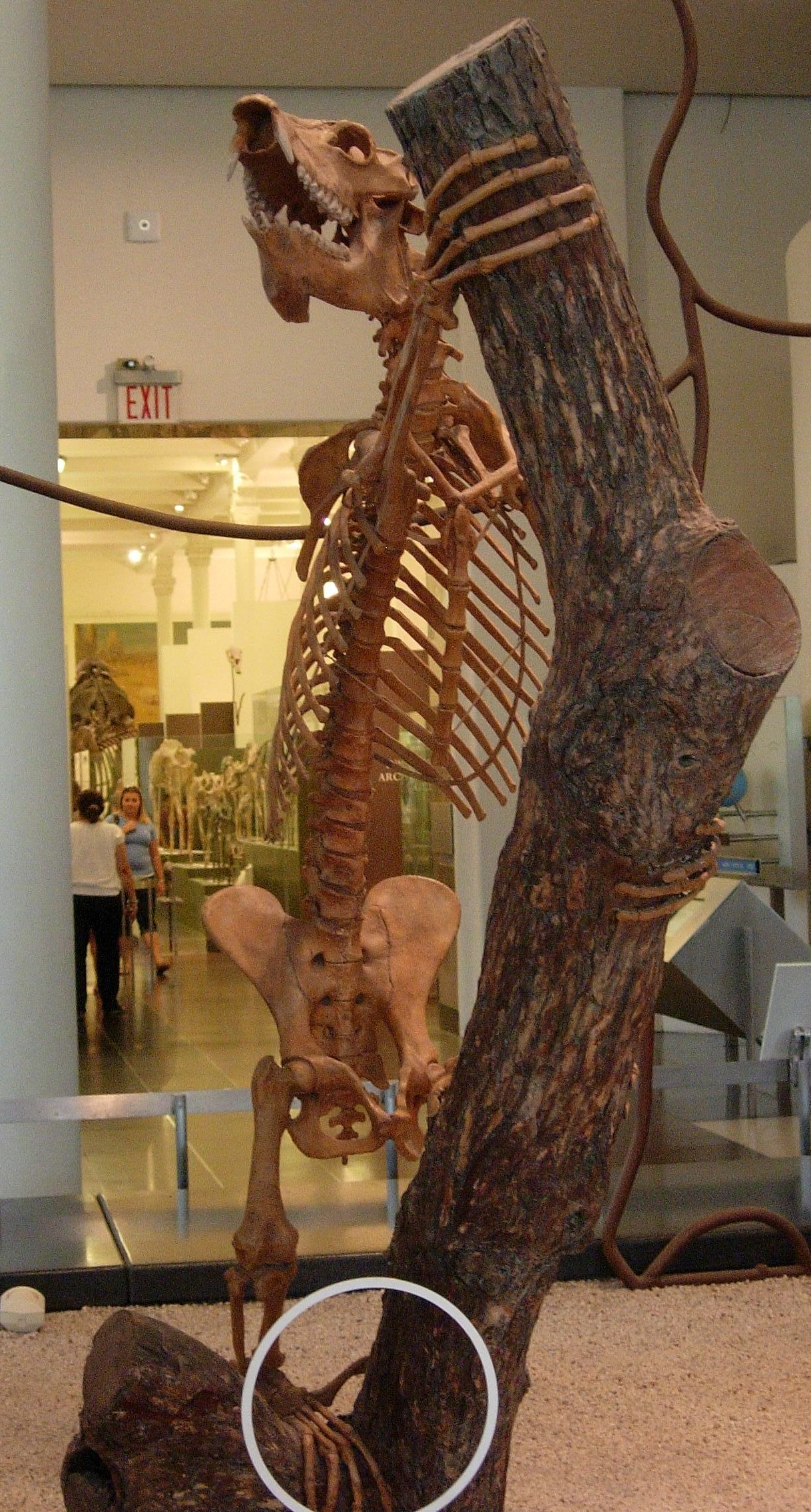
A Megaladapis edwardsi csontváza
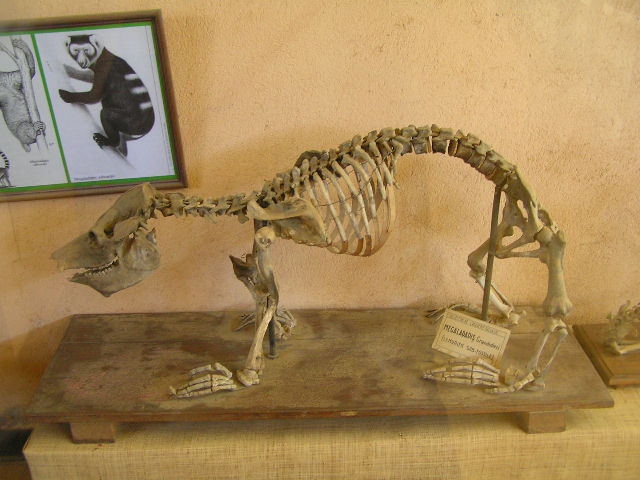
A M. grandidieri csontváza
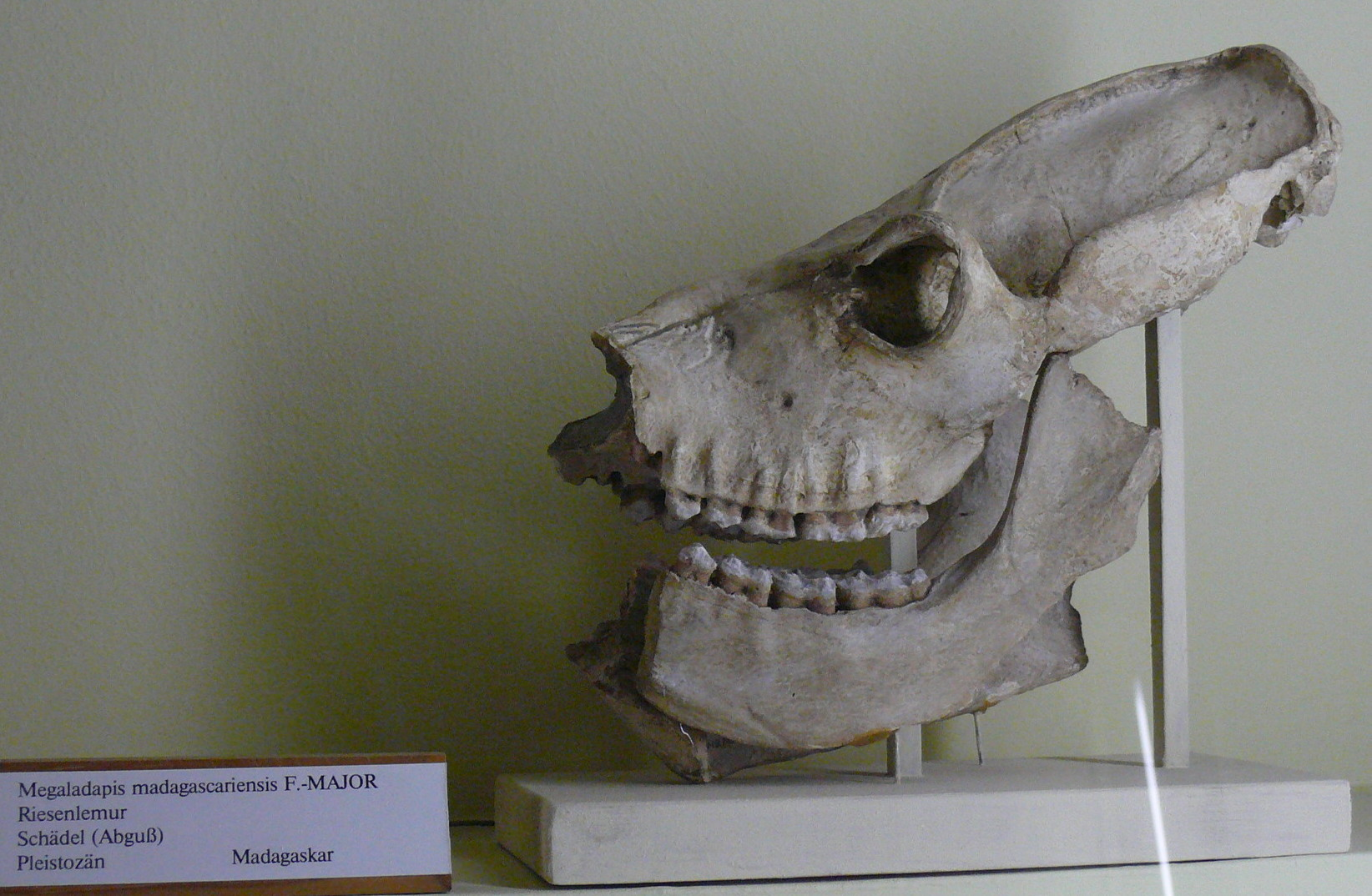
A M. madagascariensis koponyája
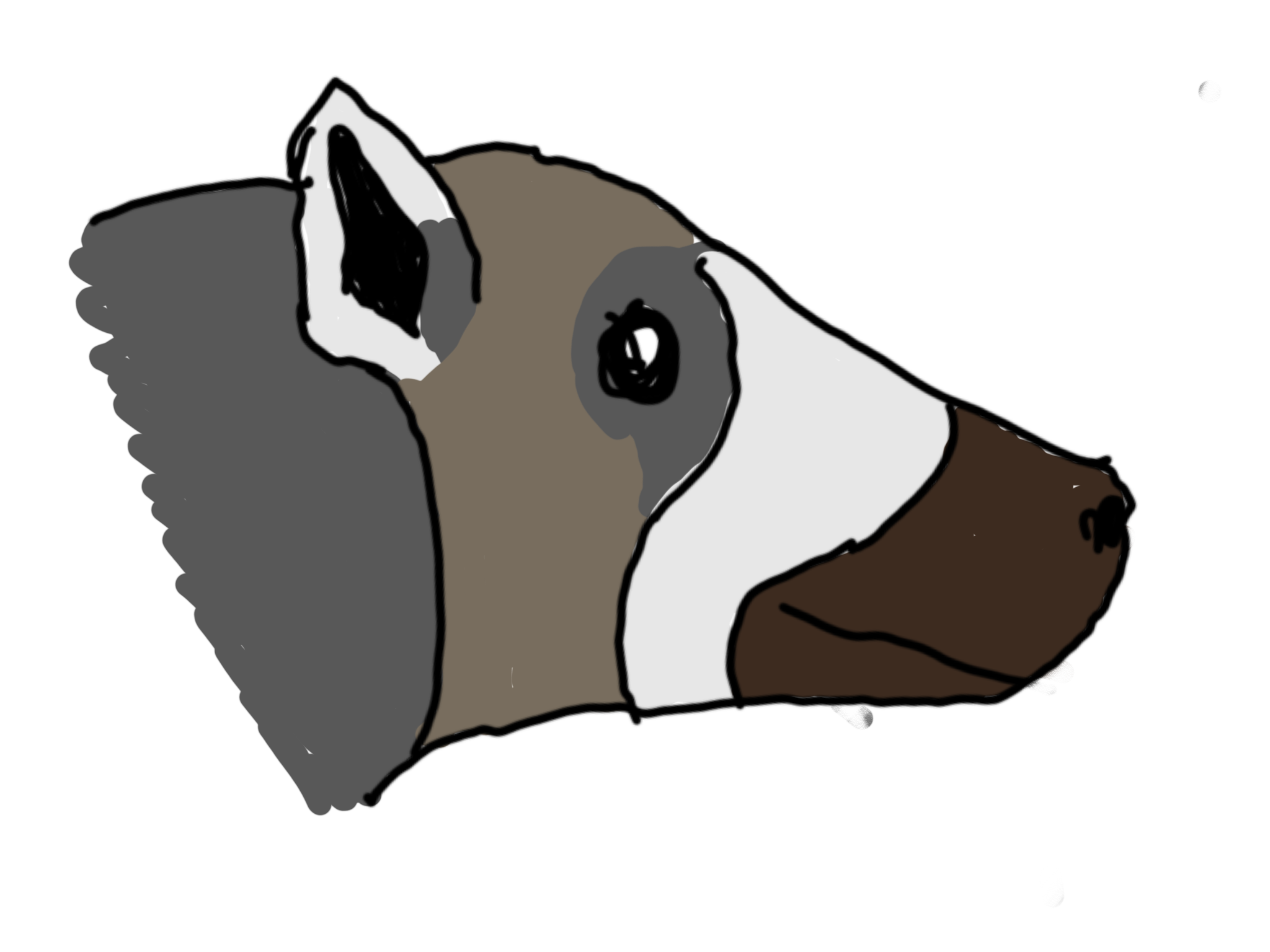
Megaladapis portré

## Fordítás
- Ez a szócikk részben vagy egészben  a   Megaladapis című angol Wikipédia-szócikk ezen változatának fordításán alapul.  Az eredeti cikk szerkesztőit annak laptörténete sorolja fel. Ez a jelzés csupán a megfogalmazás eredetét és a szerzői jogokat jelzi, nem szolgál a cikkben szereplő információk forrásmegjelöléseként.